# Hyundai Excel
Cet article concerne les Excel X1 et X2. Pour la troisième génération (X3) d'Excel sortie de 1995 à 1999, voir Hyundai Accent.
La Hyundai Excel est une berline compacte du constructeur automobile Sud-Coréen Hyundai produite de 1985 à 1994. Elle porte alors le patronyme de Pony sur certains marchés d'exportation.

## Excel X1 (1985 - 1989)
La première génération Hyundai Excel (type X ou X1 rétrospectivement) dérive de la Mirage/Colt type C10 apparue en 1984. La Excel est lancée dans sa version trois portes en février 1985, suivie de la berline 4 portes en juillet, sous le nom de Presto, et de la 5 portes à hayon en janvier 1986. C’est une traction avant disposant de quatre cylindres de 1.3 et 1.5 litre à carburateur, d’une boîte mécanique à 4 ou 5 vitesses ou automatique à quatre rapports. Elle porte le nom de Pony à l’export (Eurasie, États-Unis sous l’appellation Mitsubishi Precis, et quelques pays européens tels l’Italie ou la Grande-Bretagne). Sur le marché coréen, la Pony est un modèle à roues arrière motrices commercialisé depuis 1974 et n’a donc rien à voir avec l’Excel sur tous les points. Cependant, lorsque l’Excel est redessinée en 1989, cette génération continue sur le marché intérieur sous le nom de Pony, avec une finition simplifiée, en remplacement de l’ancien modèle dont la dernière mouture datait de 1982.

### Galerie

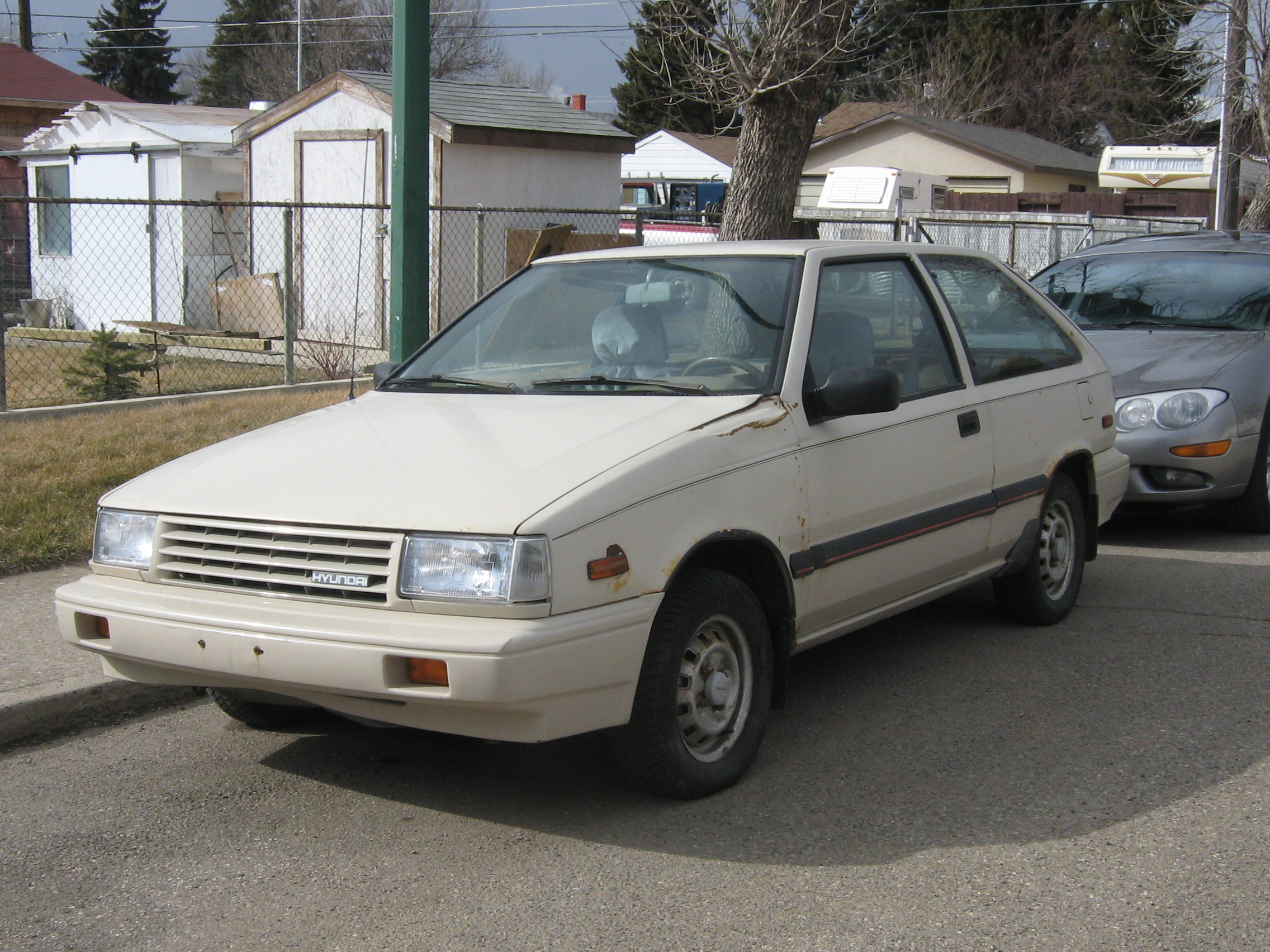
Hyundai Excel X1 3 portes
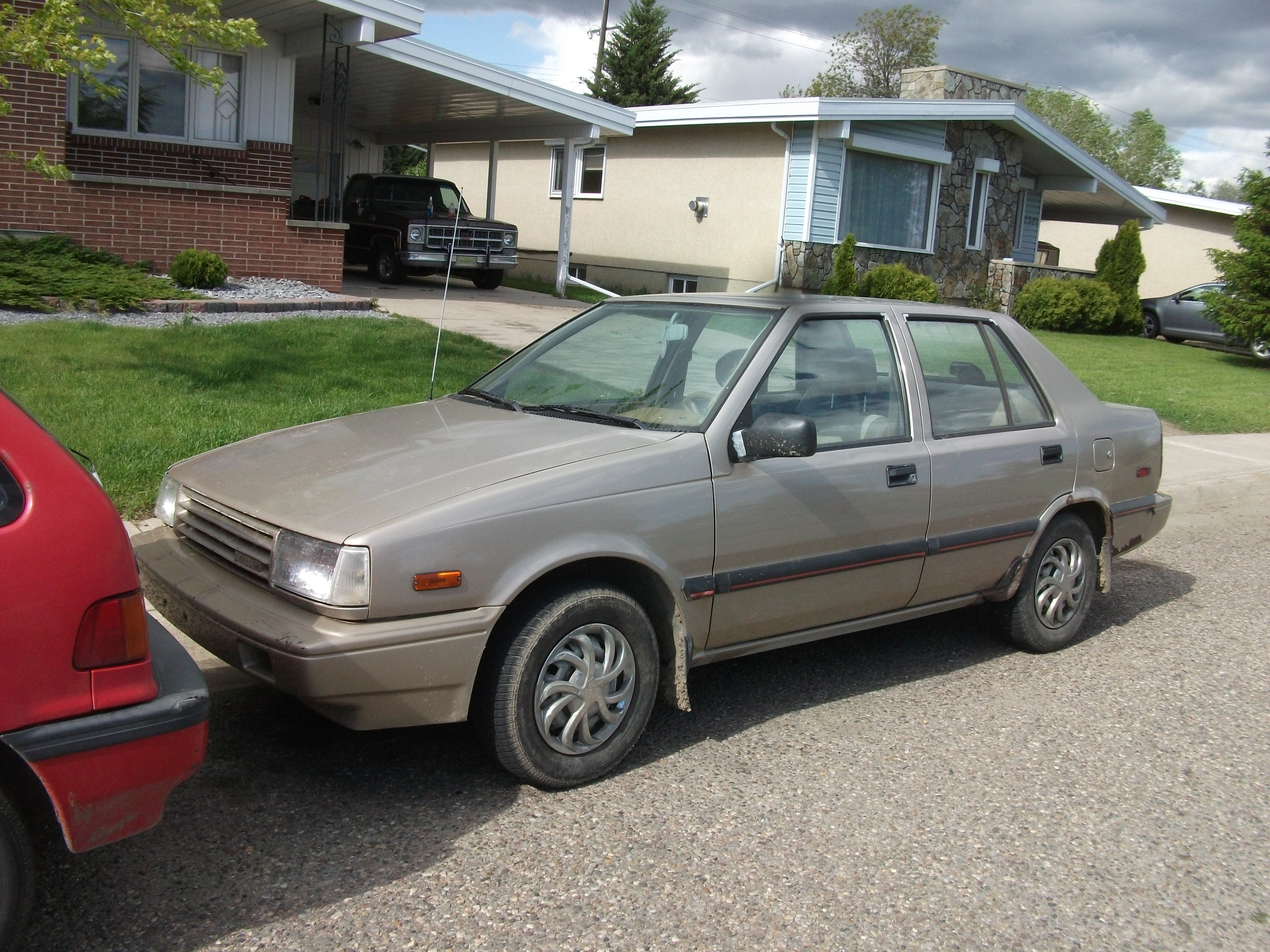
Hyundai Excel X1 4 portes
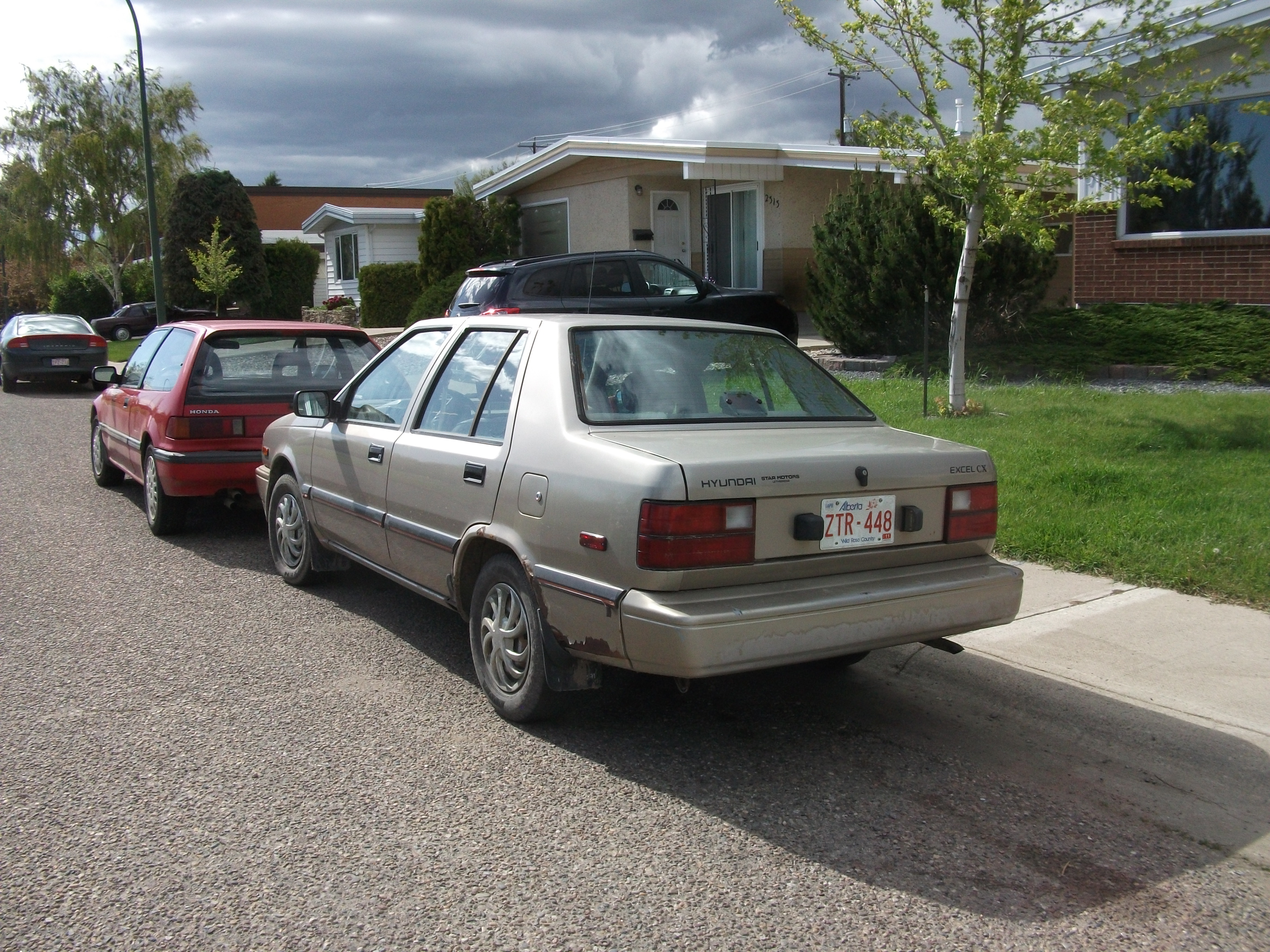
Hyundai Excel X1 4 portes
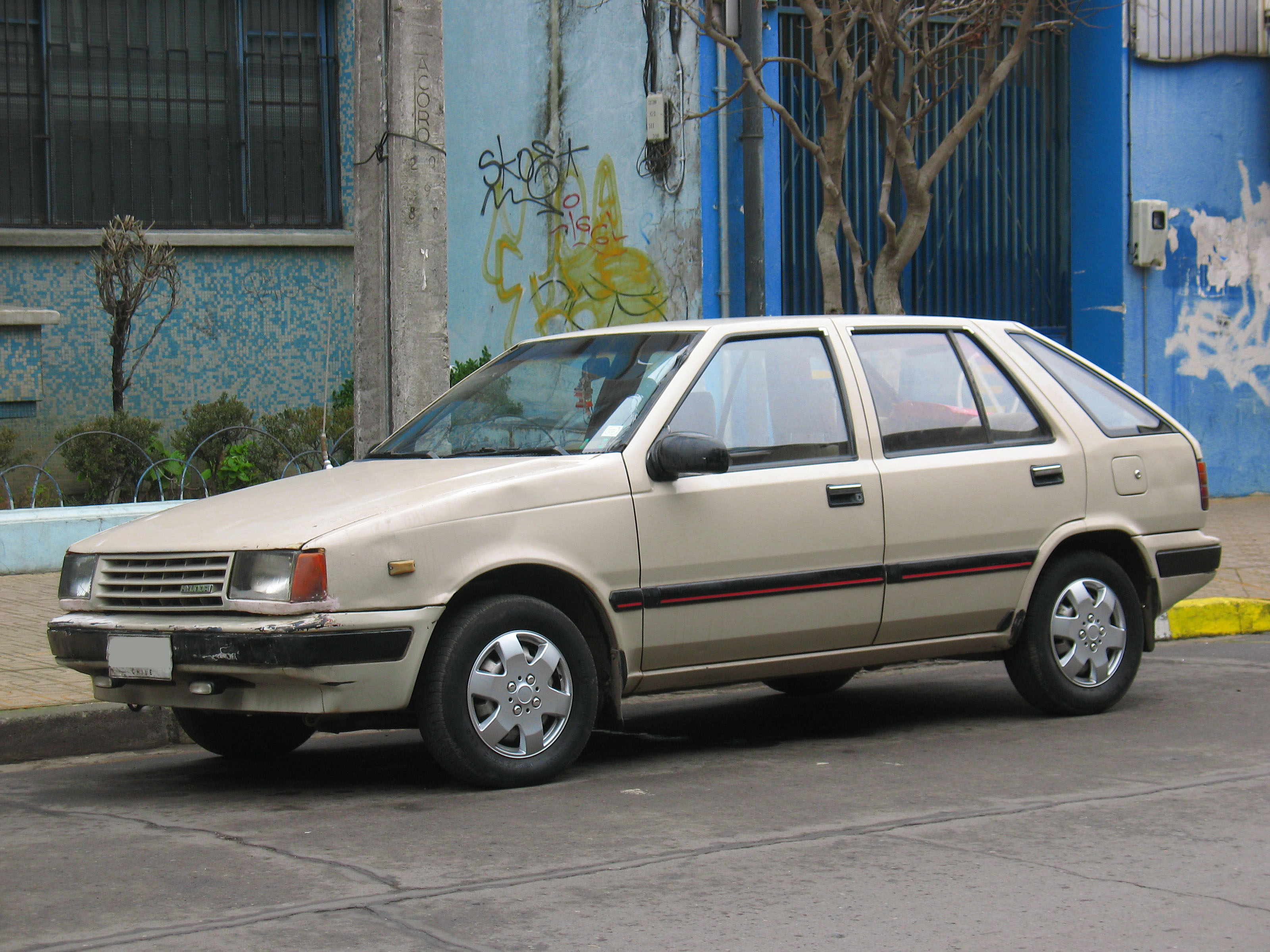
Hyundai Excel X1 5 portes

## Excel X2 (1989 - 1995)
Présentée en octobre 1989, le style de la nouvelle Excel est, encore une fois, dû au bureau de style italien Ital Design dirigé par Giugiaro et habille une plateforme de Mitsubishi Colt/Mirage (C50). Mécaniques et transmissions sont des évolutions du modèle précédent. Une version coupé de l'Excel et baptisée Scoupe est présenté en parallèle. L’Excel X2 arrive en France à l’automne 1992. La gamme se compose ainsi :
- GS, 3 portes, 1.3 litre-65 chevaux,
- GLS, 5 portes, 1.5 litre-72 chevaux,
- GLSi, 4 et 5 portes, 1.5 litre-injection-84 chevaux.

Tous les moteurs sont catalysés et associés à la seule boîte mécanique à 5 vitesses. Si la GS possède une pré-équipement radio, les GLS et GLSI disposent de la direction assistée, le radio K7, le verrouillage centralisé des portes, les vitres électriques et le volant réglable en hauteur. Le toit ouvrant électrique est en option (3 5000 francs) sur la GLSi puis sur les GS et GLS un peu plus tard, tout comme la peinture métallisée et l’alarme.
En novembre 1993, la gamme s’étoffe avec la GLS 1.3 litre en 4 et 5 portes, tandis que la boîte automatique est uniquement proposée sur la GLSi 5 portes. Enfin, apparait en janvier 1994 la LS 1.3 en 3 portes qui constitue le bas de la gamme.
L’Excel/Pony X2 laisse place à l’Accent/Pony à partir d’octobre 1994.

### Galerie

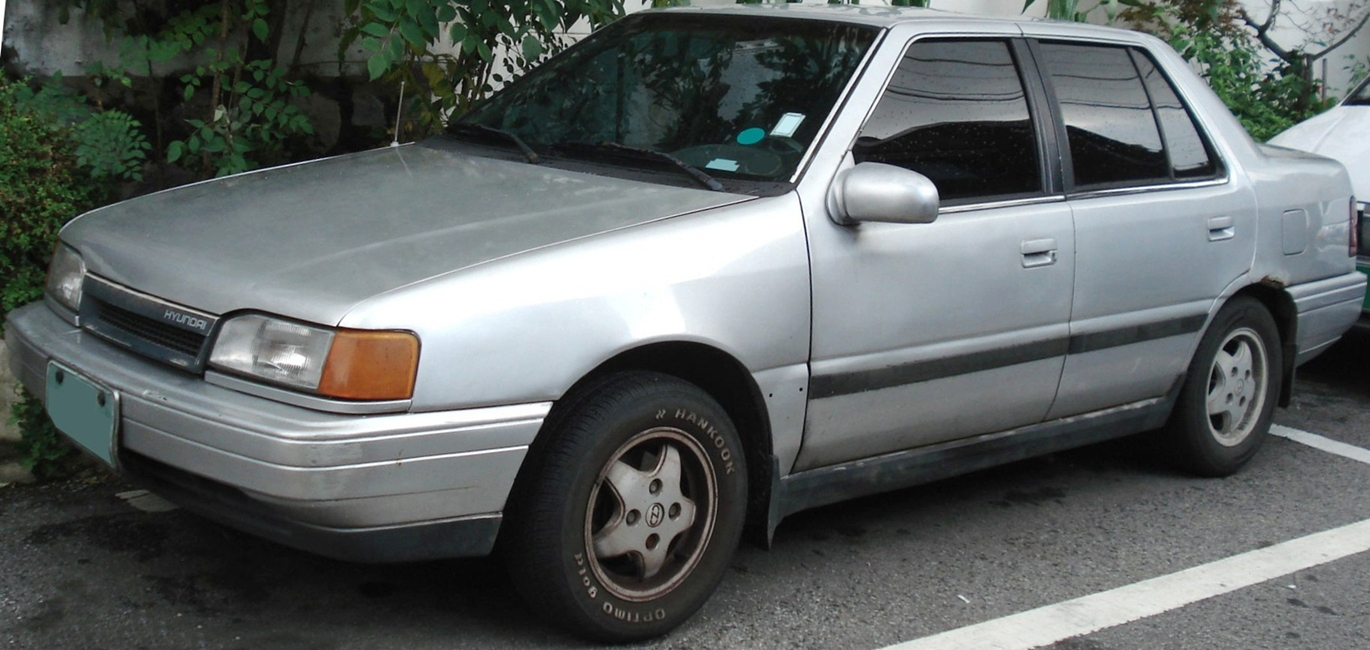
Hyundai Excel X2 4 portes (Amérique du Nord)
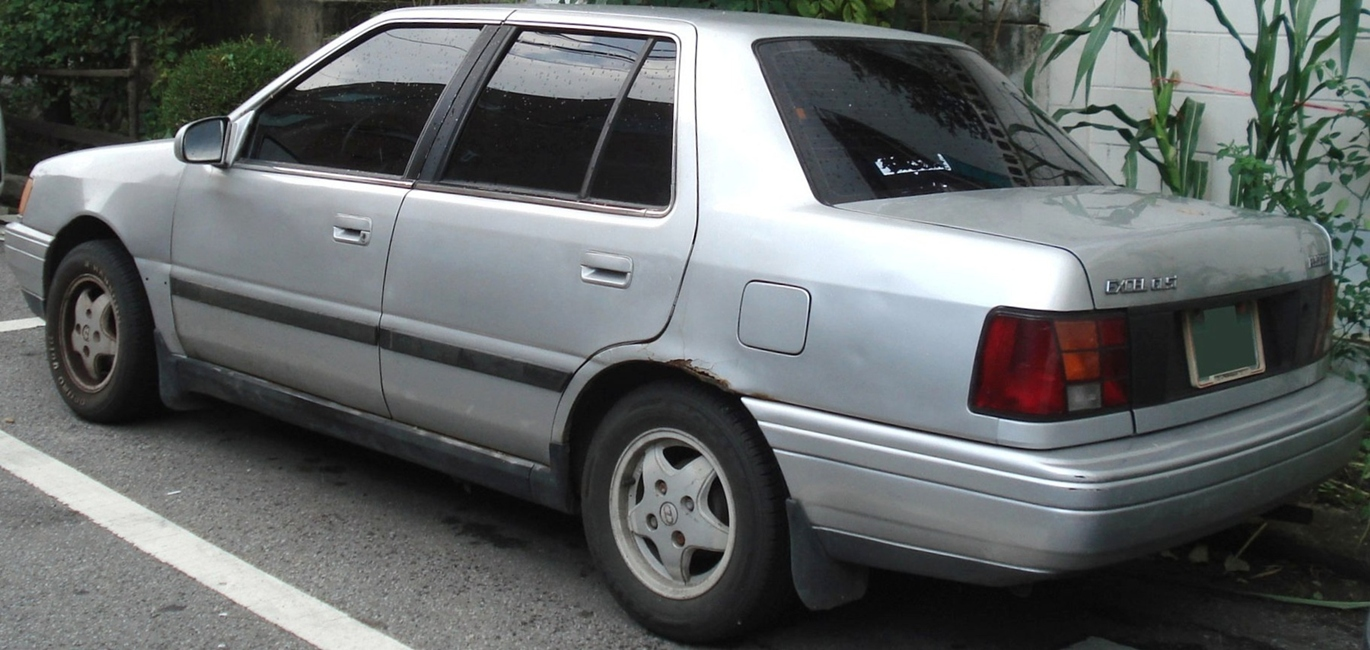
Hyundai Excel X2 4 portes (Amérique du nord)
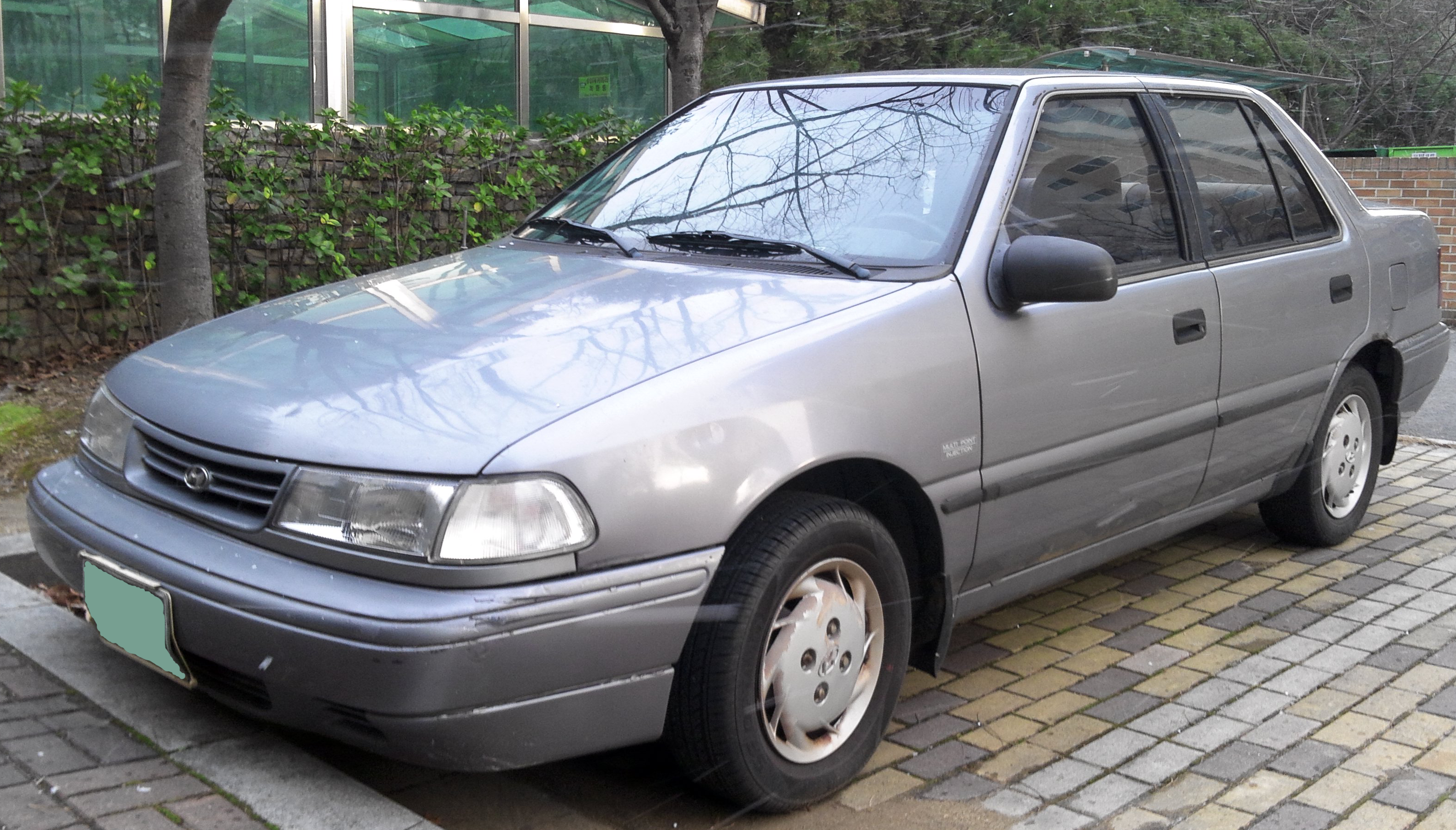
Hyundai Excel X2 4 portes (Corée du Sud, Europe & Australie)
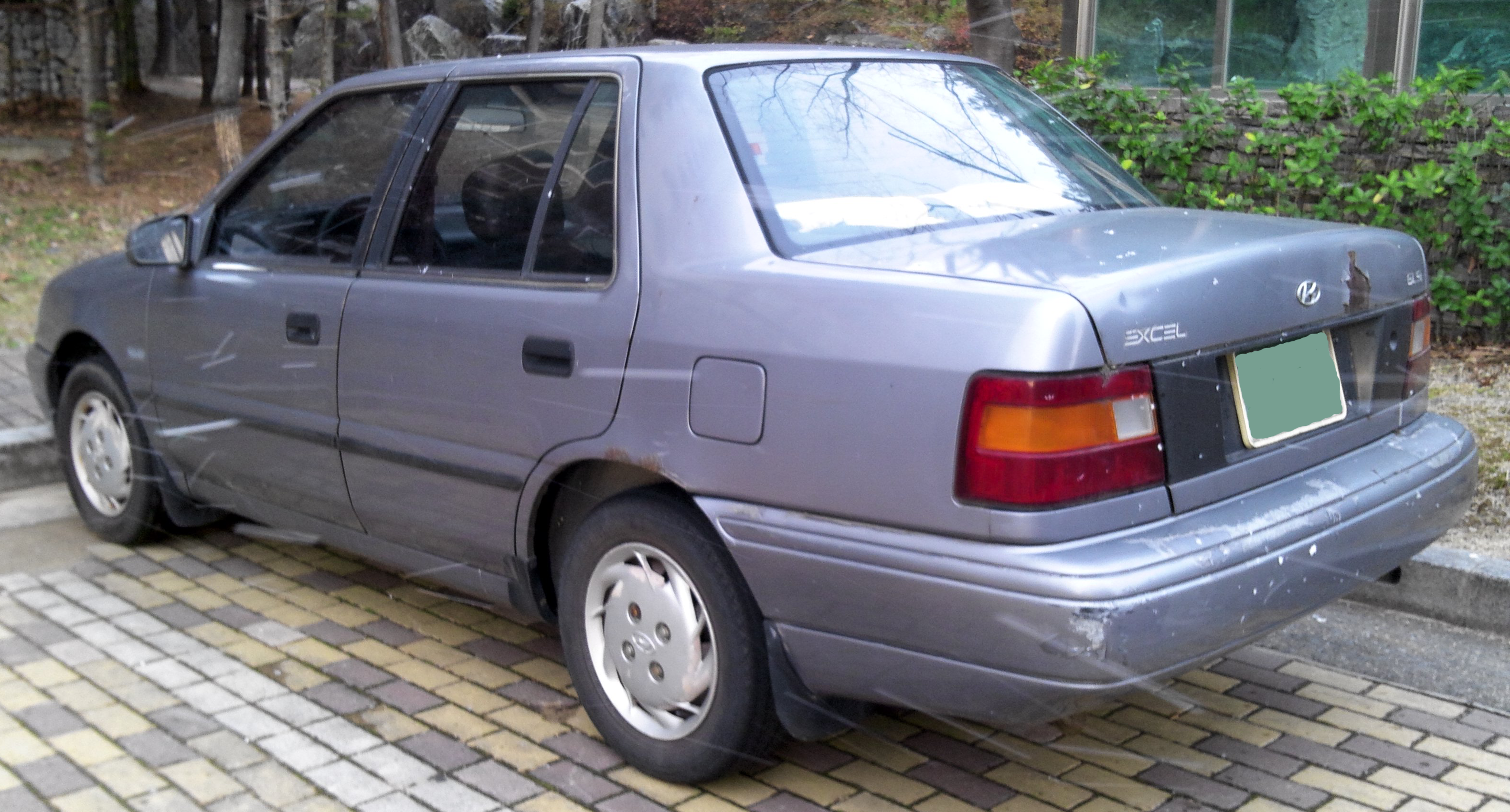
Hyundai Excel X2 4 portes (Corée du Sud, Europe & Australie)
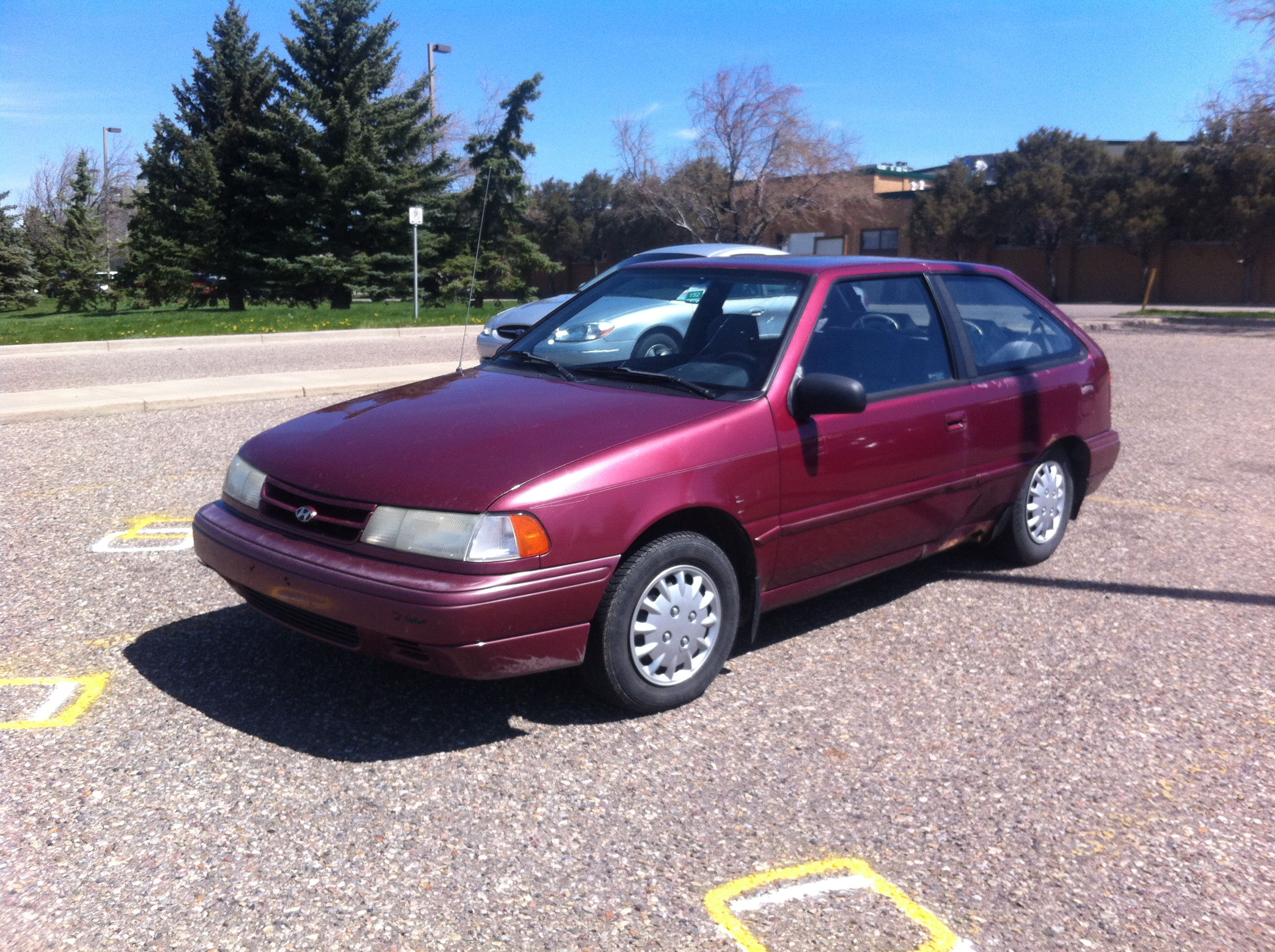
Hyundai Excel X2 3 portes (Canada)
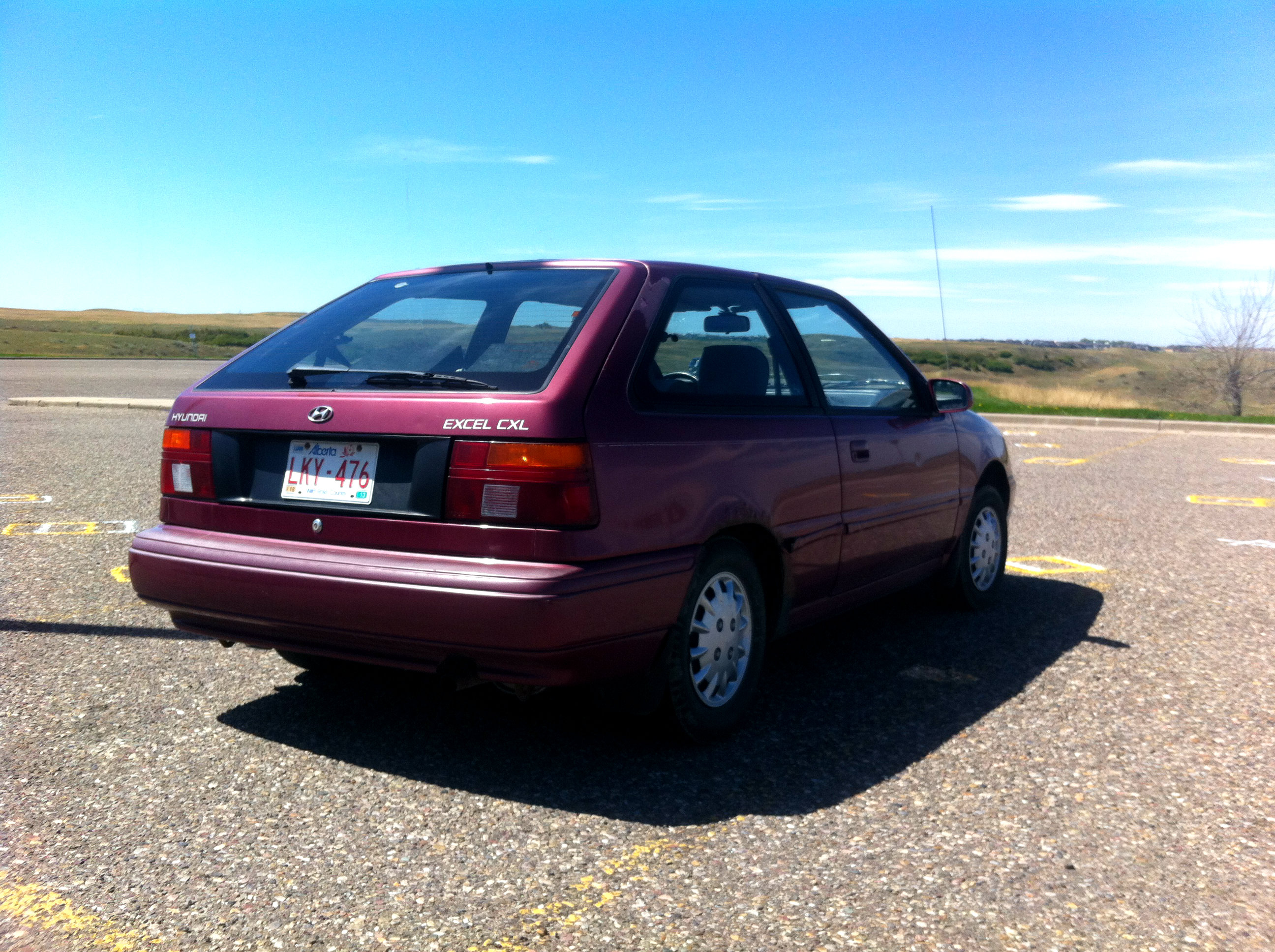
Hyundai Excel X2 3 portes (Canada)

## Excel X3 (1995 - 1999)

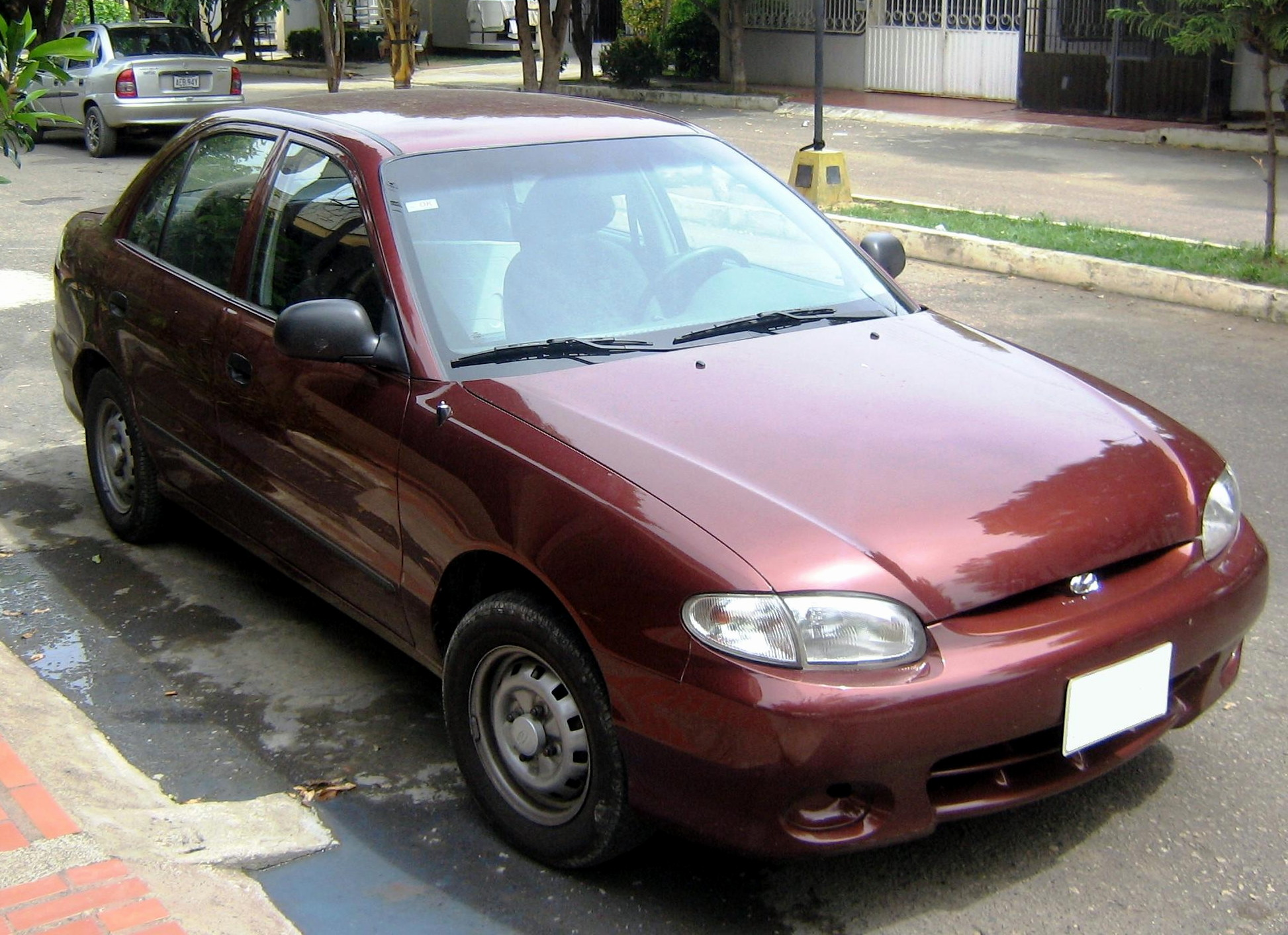
Hyundai Excel/Accent/Pony X3 4 portes